# 李梓嘉
李梓嘉（英語：Lee Zii Jia，1998年3月29日—），馬來西亞男子羽毛球運動員。其胞姐李梓瑜為馬來西亞退役羽毛球運動員。

## 生涯

### 早年及出道
李梓嘉出生于运动世家，父亲李志兴和母亲廖雪萍都曾经是篮球国手，姐姐李梓瑜為前羽毛球国手，弟弟李绹则是前州手。他自6歲起在父母的安排下開始打羽毛球，并在亞羅士打吉華H校度过小学时光。李梓嘉从小也喜欢打篮球，NBA篮球巨星科比·布莱恩特是他偶像。
由于在12歲以下羽毛球賽表現亮眼，他在13歲時被選進武吉加里爾體育學校。然而，他在體校六年期間的成績不算太突出。及至2015年，他才取得較大進步，一舉拿下霹靂與吉隆坡公開賽的青年組冠軍，也在國際賽打出一些成績；終在年底的國羽后備隊選拔賽，憑出色表現入選國家隊。
李梓嘉身高186公分，是大马羽毛球運動員中罕有的高个子成员，更被喻為“大馬安賽龍”。

### 2016年：青年賽時期
2016年7月，李梓嘉代表马来西亚参加泰國曼谷举办的亞洲青年羽毛球錦標賽，在男单半準決賽中以1-2（22-20、11-21、15-21）不敵台灣選手李佳豪。同年9月，他出战波蘭羽毛球國際賽，在男单準决赛以0比2（16-21、15-21）敗給赛会4号种子、印度名将沙鲁巴·维尔马。同年11月，他代表馬來西亞參加西班牙毕尔巴鄂舉行的世界青年羽毛球錦標賽，以次號种子身分出戰男单比賽，在準決賽以0比2（18-21、19-21）負於印尼選手奇科·奥拉·德维·瓦多约，獲得季軍。

### 2017年：波蘭羽球赛夺首冠
同年9月，李梓嘉出戰波蘭羽毛球國際賽，在男单決賽以2比0（21-17、21-16）擊敗隊友兼賽會二號種子宋浚洋，赢得成年组赛事冠军，亦是他首个國際系列賽男单冠军。李梓嘉在賽後表示此爲他一年前加入國家隊後的首個國際賽冠軍，並希望接下來能夠持續收穫更多冠軍寶座。
同年10月，李梓嘉征戰碧特博格羽毛球黃金大獎賽，在男单準决赛以0比2（11-21、12-21）不敌丹麦選手拉斯穆斯·傑姆克，止步4強。

### 2018年－2019年：台北公開賽奪冠、首戰世錦賽、東運會金牌
2018年2月，李梓嘉代表马来西亚参加該国举办的亞洲羽毛球團體錦標賽，助球队赢得男子團體季军。同年10月，他出战中華台北羽毛球公開賽，在男单决赛以2比1（21-17、16-21、21-11）击败日本名将武下利一，是他首个超級300賽男单冠军。
2018年11月，李梓嘉出征韓國羽毛球大師賽男子單打項目，在準決賽中對壘泰國選手西蒂空·塔马辛，唯後者因腳踝受傷退賽，李梓嘉再次闖進超級300賽決賽。決賽對戰中，他以0比2（16-21、11-21）不敵東道主選手兼賽會頭號種子孫完虎，屈居亞軍。
2019年8月，李梓嘉出戰在瑞士巴塞爾舉行的世界羽毛球錦標賽男子單打項目，從64強起一路戰勝巴西選手伊戈尔·科埃略·德奥利维拉、中國選手陸光祖以及日本選手西本拳太闖進八强，最後以0比2（12-21、8-21）敗給同樣來自日本的桃田賢斗，止步八強。
2019年12月，李梓嘉出戰東南亞運動會羽毛球比賽男子單打項目，先是在準決賽以2比0（21-12、21-9）拿下泰國選手西蒂空·塔马辛，後在決賽對壘新加坡選手骆建佑也同樣以2比0（21-18、21-18）克敵，讓馬來西亞闊別四年再次奪下此賽事男單金牌。李梓嘉也是繼张崴烽後第五位奪下東南亞運動會羽毛球比賽男單金牌的馬來西亞選手。

### 2020年－2021年：泰國三站賽表現欠佳、全英賽登頂、出征奧運
2020年1月至3月，李梓嘉分別參加了馬來西亞羽毛球大師賽和全英羽毛球公開賽，兩場賽事皆以栽在準決賽告終。之後，因2019冠狀病毒病肆虐導致眾多比賽取消，世界羽聯額外舉辦了YONEX泰國羽毛球公開賽和TOYOTA泰國羽毛球公開賽，以決定在泰國舉行的世界羽聯世界巡迴賽總決賽的參賽資格。YONEX泰國羽毛球公開賽中，李梓嘉以八號種子身份參賽，他在首圈先以2比1逆轉印度的普兰诺伊·哈塞纳·苏尼尔·库马尔、他的次圈對手同樣是來自印度的斯里坎特·基達姆比但由於基達姆比未表明原因退賽讓李梓嘉順利晉級八強。八強賽上，李梓嘉面對的是中華台北的周天成，李梓嘉經過43分鐘激戰最後以0比2不敵對手淘汰。一星期後舉行的TOYOTA泰國羽毛球公開賽中，李梓嘉在首圈中便以1比2敗給印度的薩米爾·維爾馬。經前兩場賽事後，李梓嘉最終在巡迴賽的排名積分第八獲得世界羽聯世界巡迴賽總決賽的參賽資格。他與中華台北的周天成、丹麥的安賽龍以及印尼的安东尼·西尼苏卡·金廷被分配至A組。最終，李梓嘉在小組賽中皆不敵三位對手墊底，無緣晉級準決賽。由於泰國三場賽事的表現欠佳，李梓嘉遭到馬來西亞網民的質疑，對此李梓嘉表示自己沒有任何後台能夠走到至今全都是靠自己爭取過來的。
2021年3月，李梓嘉代表马来西亚参加全英羽毛球公开赛，在复赛对决日本選手、赛事头号种子桃田贤斗，成功以2比0（21-16、21-19）首次击败桃田贤斗进入四强，同時打破两人自2017年捷克公开赛第一次交手以来六連敗的頹勢。半决赛中，李梓嘉再以2比0（21-13、21-17）两局直落力克荷兰选手马克·卡尔尤，首次闯入决赛，为大马第七位打进全英决赛的男单选手。李梓嘉在決賽迎战丹麦卫冕冠军、世界排名第二的维克托·艾塞申，歷經74分钟鏖戰後以2比1（30-29、20-22、21-9）击败对手，成为第六位赢得全英赛男单冠军的大马球员。
同年7月，李梓嘉代表馬來西亞參加2020年夏季奧林匹克運動會羽毛球比賽男子单打項目，先在小组赛分别拿下乌克兰選手阿提姆·波奇塔列夫与法国選手布里斯·利弗德斯，挺進16强。16强赛上，李梓嘉硬撼衛冕奥运冠军谌龙，以1比2（21-8、19-21、5-21）敗下陣來，結束生涯首届奧運之旅。
2021年9月起，李梓嘉與馬來西亞國家羽毛球隊一起開啟由蘇迪曼盃為首的三個月征途。李梓嘉作為馬來西亞頭號男單將擔任蘇迪曼盃和湯姆斯盃的隊長，在蘇迪曼盃小組賽中馬來西亞與埃及、英格蘭以及日本被分配至D組。馬來西亞首組對手為英格蘭，李梓嘉對壘世界排名第202位的約翰尼·托朱森，他以直落兩局拿下對手為馬來西亞貢獻男單一分，最終馬來西亞以3比2拿下英格蘭，斬獲小組賽的首勝。馬來西亞的第二組對手為埃及，李梓嘉並未在此對戰中出場但馬來西亞還是以5比0勇奪小組賽的第二場勝利並將於同樣獲得兩勝的日本爭奪小組正盟。李梓嘉將面對世界排名第一、兩屆世錦賽冠軍的日本頭號男單桃田賢斗的挑戰，李梓嘉儘管頑強抵抗但還是以兩局不敵對手未能為大馬奪下男單一分，最後馬來西亞以1比4敗給日本，以小組副盟的身份晉級八強。八強賽上，馬來西亞將面對在C組拿下正盟的印尼，李梓嘉將對壘剛在2020年夏季奧林匹克運動會羽毛球男子單打比賽摘下銅牌的安東尼·西尼蘇卡·金廷，李梓嘉以兩局（21比11、21比16）贏下比賽，馬來西亞也以3比2擊退印尼闖進四強。四強賽上，馬來西亞再次對上日本，在大馬以0比2的落後下，李梓嘉再次硬碰桃田賢斗，這次李梓嘉以直落兩局擊敗桃田賢斗力拒小組賽吞敗一幕重現為大馬拿下首分。雖然經歷了李梓嘉的力挽狂瀾，馬來西亞還是以1比3不敵日本，闊別12年後再次奪得蘇迪曼盃季軍。
經過蘇迪曼盃一役後，馬來西亞國家隊轉戰在丹麥因2019管狀病毒疫情而延期至10月舉行的湯姆斯盃，馬來西亞與加拿大、英格蘭以及日本被分配至D組。英格蘭後因多名世界排名較高的球員受傷無法派出一支有競爭力的隊伍而選擇退賽使得D組僅有三組國家隊比賽。馬來西亞首輪對壘加拿大，李梓嘉將與加拿大的頭號男單楊燦一較高下，他以直落兩局結束比賽為馬來西亞拿下首分，馬來西亞也以5比0橫掃加拿大並將再次與日本爭取小組正盟。李梓嘉再度面對在蘇迪曼盃戰勝過桃田賢斗，雙方激戰80分鐘後，李梓嘉先盛後衰以1比2（21比15、12比21、21比23）遭到對手逆轉，馬來西亞也以1比4不敵日本位居副盟晉級半準決賽。半準決賽上，馬來西亞對壘A組正盟的印尼，他再次迎戰在蘇迪曼盃八強賽上曾勝過的金廷，這次李梓嘉無法延續上一場對決的氣勢以兩局不敵對手，馬來西亞也以0比3遭到橫掃，止步於半準決賽。
湯杯結束後，李梓嘉先是在歐洲連續參加了丹麥公開賽、法國公開賽以及在德國舉行的海洛公開賽。丹麥公開賽中，他在八強賽上以兩局19比21不敵新科奧運金牌、東道主的安賽龍。法國公開賽上，李梓嘉在首圈便遭新加坡的駱建佑爆冷淘汰。海洛公開賽中，李梓嘉一路殺進決賽，並在決賽中再度對戰在法國賽淘汰自己的駱建佑。李梓嘉先是在首局以21比19拿下比賽，次局則由駱建佑以21比13拿下，第三局在進行到駱建佑以17比12領先時，李梓嘉因救球扭傷腰部而宣告退賽，雖然無緣在全英賽後的第二冠，但此亞軍使得李梓嘉的世界排名達到第七創下生涯中排名新高。歐洲三站結束後，李梓嘉再轉戰在印尼舉辦的大師賽、公開賽和世界羽聯世界巡迴賽總決賽。印尼大師賽上，李梓嘉在首圈對壘丹麥的拉斯穆斯·傑姆克，因腰傷尚未痊愈，李梓嘉僅奮戰13分鐘後便宣告退賽。隨一星期後的印尼公開賽，李梓嘉在首圈再次對壘傑姆克，雖然腰傷已恢復良好但他還是以1比2讓對手逆轉，再度止步首圈。隨後，李梓嘉在2021年世界羽聯世界巡迴賽年總排名第二得以獲得總決賽的參賽資格。小組賽抽籤中，他與昆拉武特·威提訕、斯里坎特·基達姆比和小托馬·波波夫被分配到B組，李梓嘉在小組賽中以三場全勝位居小組正盟晉級半決賽。半決賽上，李梓嘉將再次面對與他同組的昆拉武特·威提訕，他以兩局18比21敗下陣來，未能晉級決賽。
相隔一星期後，李梓嘉以六號種子的身份第二次出征在西班牙韋爾瓦舉行的世界羽毛球錦標賽男子單打項目，他從64強起皆以三局拿下加拿大的詹森·安東尼·何舒、巴西的伊戈尔·科埃略·德奥利维拉、丹麥的汉斯-克里斯蒂安·索尔伯格·维汀哈斯闖進八強。八強賽上，他對壘的是同樣來自丹麥的三號種子選手安德斯·安東森，雙方在各獲得一局的情況下，第三局以安東森11比1領先時，李梓嘉因腳踝受傷選擇棄權，與上一屆世錦賽一樣止步於八強。

### 2022年：退出國家隊成為自由人、問鼎亞錦賽
自2021年12月尾起，大馬羽壇便有傳聞李梓嘉可獲得高達馬幣400萬的贊助，雖然此傳聞很快就被大馬羽總的單打總監黃綜翰和秘書長吳志強否認並表示李梓嘉正在積極專注在2024年的巴黎奧運會，李梓嘉本人也澄清表示不知自己轉當自由人的謠言從何而來。2022年1月11日，李梓嘉向馬來西亞羽協呈辭，希望以自由人身份參加比賽。大馬羽協於18日祭出禁止其參與世界羽聯相關賽事兩年作為違約懲罰。李梓嘉於19日正式成為自由人後，羽協亦召開記者會說明梓嘉是因為壓力而呈辭，同時他的呈辭要求在大馬羽壇及網路褒貶不一，多位羽壇名將亦為其聲援。隨後，李梓嘉針對大馬羽總禁賽兩年事件提出上訴並在時任馬來西亞青年及體育部長阿末法依扎的協調下上訴成功，大馬羽總隨之撤銷禁賽令。李梓嘉表示自己雖已成為自由人但仍然會聯同國家隊一起出戰亞洲團體錦標賽。亞洲團體錦標賽上，李梓嘉共出場四次皆獲得勝利，他的對手分別是小組賽中新加坡的駱建佑、日本的秦野陸、半決賽中韓國的全奕陳和決賽印尼的奇科·奥拉·德维·瓦多约並成功幫助大馬隊在亞洲羽毛球團體錦標賽上首度奪下冠軍。
亞洲羽毛球團體錦標賽結束後，李梓嘉正式成立“李梓嘉羽毛球俱樂部”並招攬了剛與大馬羽總合約屆滿的印尼籍男單教練陳甲寅成為李梓嘉的主教練。除了陳甲寅以外，李梓嘉還招來了前馬來西亞國手、現為自由人的劉國倫擔任助教教練兼陪練員、前國家隊體能教練林祖賢、物理治療師桑德拉以及兩位兼職陪練員。同時，台灣著名運動品牌勝利也正式宣佈與李梓嘉簽約成為李梓嘉俱樂部的主要贊助商。
成為自由人後，李梓嘉的首兩場比賽是3月舉行的德國公開賽和超級1000賽級別的全英公開賽。德國公開賽上，李梓嘉以五號種子身份一路闖進準決賽並對壘泰國的昆拉武特·威提讪，他以直落兩局（13比21、12比21）落敗，未能報在2021年世界羽聯巡迴總決賽的不敵之仇。全英公開賽上，身為衛冕冠軍的李梓嘉以六號種子的身份從首圈一路擊敗日本的西本拳太、加拿大的楊燦、日本的二號種子桃田賢斗晉級到準決賽。準決賽中，李梓嘉對壘的是世界排名第11的拉克什亚·森，他以1比2（13比21、21比12、19比21）惜敗對手，未能衛冕冠軍頭銜。隨後，李梓嘉原先將出戰在4月舉行的韓國公開賽後因專注備戰2022年湯姆斯盃決賽圈以及亞洲錦標賽而選擇棄戰。
2022年4月尾，李梓嘉以三號種子的身份出戰在菲律賓馬尼拉舉行的亞洲錦標賽，他從首圈至八強賽一路戰勝中國的孫飛翔、印尼的谢萨·希伦·雷斯塔维托、日本的常山幹太闖進準決賽。準決賽上，李梓嘉將對壘剛在韓國公開賽拿下冠軍的中國新星翁泓陽，李梓嘉以2比0（21比11、21比19）戰勝對手勇闖決賽。決賽上，李梓嘉面對的是2018年亞運會男單冠軍、印尼的乔纳坦·克里斯蒂，最終李梓嘉以直落兩局（21比17、23比21）拿下對手奪得冠軍。此冠軍也是李梓嘉轉為自由人以來的首座冠軍同時李梓嘉也是馬來西亞史上第六位亞錦賽男單冠軍。亞錦賽冠軍使得李梓嘉的世界排名達到了第六創下生涯中新高。

## 技術特點
李梓嘉表示自己自小就受陶菲克影響，開始訓練反手扣殺。前印度國家羽毛球隊總教練維馬古瑪也認為李梓嘉在攻擊方面及網前球皆發揮出色，能夠擊出猛且落點尖銳的扣殺。他也認為李梓嘉的防守打法屬於多拍拉吊。前中國國家羽毛球隊球員、2012年奧運男雙金牌得主蔡赟認為李梓嘉是一位各方面條件都非常好的球員，但戰術打法上需要更多手段。

## 主要比賽成績
只列出曾進入準決賽的國際賽事成績：
| 年份   | 賽事                     | 公開賽級別 | 項目     | 成績   |
| ------ | ------------------------ | ---------- | -------- | ------ |
| 2016年 | 波蘭羽毛球國際賽         | 國際系列賽 | 男子單打 | 準決賽 |
| 2016年 | 世界青年羽毛球錦標賽     | 其他       | 混合團體 | 亞軍   |
| 2016年 | 世界青年羽毛球錦標賽     | 其他       | 男子單打 | 季軍   |
| 2016年 | 印度羽毛球國際系列賽     | 國際系列賽 | 男子單打 | 亞軍   |
| 2017年 | 泰國羽毛球大師賽         | 黃金大獎賽 | 男子單打 | 準決賽 |
| 2017年 | 中華台北羽球公開賽       | 黃金大獎賽 | 男子單打 | 準決賽 |
| 2017年 | 馬來西亞羽毛球國際系列賽 | 國際系列賽 | 男子單打 | 準決賽 |
| 2017年 | 東南亞運動會羽毛球比賽   | 其他       | 男子團體 | 銀牌   |
| 2017年 | 波蘭羽毛球國際賽         | 國際系列賽 | 男子單打 | 冠軍   |
| 2017年 | 捷克羽毛球公開賽         | 國際挑戰賽 | 男子單打 | 準決賽 |
| 2017年 | 碧特博格羽毛球黃金大獎賽 | 黃金大獎賽 | 男子單打 | 準決賽 |
| 2018年 | 亞洲羽毛球團體錦標賽     | 其他       | 男子團體 | 季軍   |
| 2018年 | 中華台北羽毛球公開賽     | 超級300賽  | 男子單打 | 冠軍   |
| 2018年 | 韓國羽毛球大師賽         | 超級300賽  | 男子單打 | 亞軍   |
| 2019年 | 泰國羽毛球公開賽         | 超級500賽  | 男子單打 | 準決賽 |
| 2019年 | 東南亞運動會羽毛球比賽   | 其他       | 男子團體 | 銀牌   |
| 2019年 | 東南亞運動會羽毛球比賽   | 其他       | 男子單打 | 金牌   |
| 2020年 | 馬來西亞羽毛球大師賽     | 超級500賽  | 男子單打 | 準決賽 |
| 2020年 | 亞洲羽毛球團體錦標賽     | 其他       | 男子團體 | 亞軍   |
| 2020年 | 全英羽毛球公開賽         | 超級1000賽 | 男子單打 | 準決賽 |
| 2021年 | 瑞士羽毛球公開賽         | 超級300賽  | 男子單打 | 準決賽 |
| 2021年 | 全英羽毛球公開賽         | 超級1000賽 | 男子單打 | 冠軍   |
| 2021年 | 蘇迪曼盃                 | 其他       | 混合團體 | 季軍   |
| 2021年 | 海洛羽毛球公開賽         | 超級500賽  | 男子單打 | 亞軍   |
| 2021年 | 世界羽聯世界巡迴賽總決賽 | 總決賽     | 男子單打 | 準決賽 |
| 2022年 | 亞洲羽毛球團體錦標賽     | 其他       | 男子團體 | 冠軍   |
| 2022年 | 德國羽毛球公開賽         | 超級300賽  | 男子單打 | 準決賽 |
| 2022年 | 全英羽毛球公開賽         | 超級1000賽 | 男子單打 | 準決賽 |
| 2022年 | 亞洲羽毛球錦標賽         | 其他       | 男子單打 | 冠軍   |
| 2022年 | 泰國羽毛球公開賽         | 超級500賽  | 男子單打 | 冠軍   |
| 2022年 | 印尼羽毛球公開賽         | 超級1000賽 | 男子單打 | 準决赛 |
| 2022年 | 丹麥羽毛球公開賽         | 超級750賽  | 男子單打 | 亞軍   |
| 2023年 | 全英羽毛球公開賽         | 超級1000賽 | 男子單打 | 準決賽 |
| 2023年 | 瑞士羽毛球公開賽         | 超級300賽  | 男子單打 | 準決賽 |
| 2023年 | 蘇迪曼盃                 | 其他       | 混合團體 | 季軍   |
| 2023年 | 澳洲羽毛球公開賽         | 超級500賽  | 男子單打 | 準決賽 |
| 2023年 | 北極羽毛球公開賽         | 超級500賽  | 男子單打 | 冠軍   |
| 2023年 | 丹麥羽毛球公開賽         | 超級750賽  | 男子單打 | 亞軍   |
| 2024年 | 亞洲羽毛球團體錦標賽     | 其他       | 男子團體 | 亞軍   |
| 2024年 | 湯姆斯盃                 | 其他       | 男子團體 | 季軍   |
| 2024年 | 泰國羽毛球公開賽         | 超級500賽  | 男子單打 | 冠軍   |
| 2024年 | 馬來西亞羽毛球大師賽     | 超級500賽  | 男子單打 | 亞軍   |
| 2024年 | 澳洲羽毛球公開賽         | 超級500賽  | 男子單打 | 冠軍   |
| 2024年 | 奧林匹克運動會羽毛球比賽 | 其他       | 男子單打 | 銅牌   |

| 2007-2017年 | 首要超級賽 | 超級賽 | 黃金大獎賽 | 大獎賽 | 國際挑戰賽 | 國際系列賽 | 未來系列賽 | 其他 |

| 2018-2026年 | 總決賽 | 超級1000賽 | 超級750賽 | 超級500賽 | 超級300賽 | 超級100賽 | 國際挑戰賽 | 國際系列賽 | 未來系列賽 | 其他 |

### 奧運會和世錦賽參賽紀錄
|          | 2019 | 2020 | 2021 | 2022 | 2023 | 2024 |
| -------- | ---- | ---- | ---- | ---- | ---- | ---- |
| 男子單打 | 8強  | 16强 | 8强  | 16强 | 16强 | 銅牌 |

## 备注
1. ↑  前五位分别為黄秉璇、庄友明、陈奕芳、哈菲兹哈欣和李宗伟。